# Augochlorella stenothoracica
Augochlorella stenothoracica är en biart som beskrevs av Luci B. N. Coelho 2004. Augochlorella stenothoracica ingår i släktet Augochlorella och familjen vägbin. Inga underarter finns listade.